# Áreas protegidas do Reino Unido

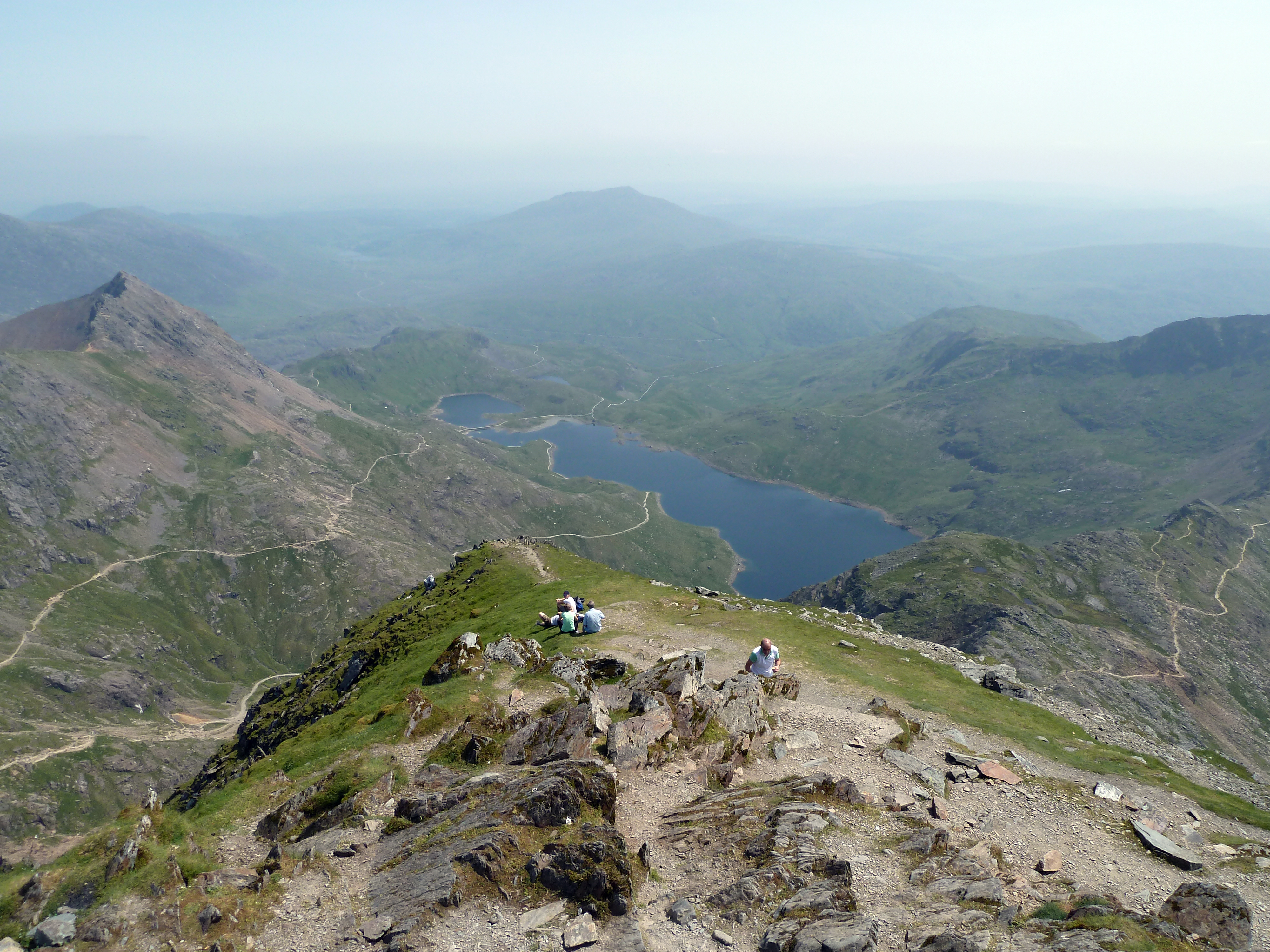
Parque Nacional de Snowdonia, uma área protegida galesa.

As áreas protegidas do Reino Unido são territórios do Reino Unido que recebem proteção especial em razão de seu valor ambiental, histórico, cultural ou geológico para a nação, e que de maneira geral correspondem à noção de área protegida. Métodos e objetivos de proteção dependem da natureza e importância de cada recurso. Além disso, a proteção opera em níveis locais, regionais, nacionais e internacionais, e pode ter como base legal tanto a legislação nacional quanto tratados internacionais, ou excecionalmente e de maneira menos formal, as políticas publicas de ordenamento do território.
No interior do Reino Unido, diferentes abordagens podem ser adotadas em cada um dos países constituintes da Inglaterra, Escócia, Gales e Irlanda do Norte, enquanto outras formas de proteção podem ser consistentes através do Reino Unido. As áreas protegidas do país podem ser divididas quanto ao elemento principal que desejam proteger. De maneira simples, esses são: cênico ou paisagístico, biodiversidade, geodiversidade, cultural ou histórico. No entanto, alguns tipos de áreas protegidas podem ter como objeto diversos dentre eles.
Além das áreas protegidas, um numero de outros elementos podem ser protegidos no país através de outros instrumentos, como árvores (tree preservation orders), prédios e construções (listed buildings), e naufrágios (protected shipwrecks).

## Áreas protegidas de valor cênico
- Parques nacionais (National Parks)
- Áreas de beleza natural excecional (Area of Outstanding Natural Beauty, AONB) (apenas na Inglaterra, País de Gales e Irlanda do Norte)
- Área cênica nacional (National Scenic Area) (apenas na Escócia)
- Costa do patrimônio (Heritage Coast) (apenas na Inglaterra e no País de Gales)
- Área de paisagem especial (Special Landscape Area) (apenas no País de Gales)
- Sítio do Património Mundial (internacional)

## Áreas protegidas de valor de biodiversidade
- Área ambientalmente sensível (Environmentally Sensitive Area, ESA)
- Sítio de especial interesse científico (Site of Special Scientific Interest, SSSI)
- Reserva natural marinha (Marine nature reserve, MNR)
- Reserva natural nacional (National nature reserve, NNR)
- Reserva natural local (Local nature reserve)
- Costa do patrimônio (Heritage coast) (apenas na Inglaterra e no País de Gales)
- Área especial de conservação (Special Area of Conservation, SAC) (European Union)
- Área de proteção especial (Special Protection Area, SPA) (European Union)
- Áreas húmidas da Convenção de Ramsar (Wetlands) (internacional)
- Reservas da Biosfera do Programa Homem e Biosfera da UNESCO (Biosphere reserve) (internacional)
- Sítio do Patrimônio Mundial (World Heritage Site) (internacional)

## Áreas protegidas de valor de geodiversidade
- Sítio de especial interesse científico (Site of Special Scientific Interest, SSSI)
- Sítio geológico de importância regional (Regionally Important Geological Site, RIGS)
- Geoparque (Geopark) (internacional)

## Áreas protegidas de valor cultural ou histórico
- Monumento inscrito (Scheduled monument)
- Parques, jardins e paisagens designados são protegidos separadamente na Inglaterra, no País de Gales e na Escócia:
  - Registro Nacional de Parques e Jardins Históricos (National Register of Historic Parks and Gardens) (apenas na Inglaterra)
  - Inventário de Jardins e Paisagens Designadas na Escócia (Inventory of Gardens and Designed Landscapes in Scotland)
  - Registro de Parques e Jardins de Especial Interesse Histórico no País de Gales (Register of Parks and Gardens of Special Historic Interest in Wales)
- Sítio do Patrimônio Mundial (internacional)